# Bradley Snyder
Bradley Snyder (Windsor, 8 gennaio 1976) è un ex pesista canadese, vincitore di due bronzi ai Giochi panamericani nelle edizioni del 1999 e del 2003.

## Palmarès
| Anno | Manifestazione      | Sede             | Evento         | Risultato | Misura  | Note |
| ---- | ------------------- | ---------------- | -------------- | --------- | ------- | ---- |
| 1994 | Mondiali juniores   | Lisbona          | Getto del peso | 14º       | 15,65 m |      |
| 1996 | Olimpiadi           | Atlanta          | Getto del peso | 31º       | 17,98 m |      |
| 1997 | Mondiali            | Atene            | Getto del peso | 21º       | 18,94 m |      |
| 1999 | Giochi panamericani | Winnipeg         | Getto del peso | Bronzo    | 18,74 m |      |
| 1999 | Universiadi         | Palma di Maiorca | Getto del peso | 4º        | 19,80 m |      |
| 2000 | Olimpiadi           | Sydney           | Getto del peso | 13º       | 19,77 m |      |
| 2001 | Mondiali indoor     | Lisbona          | Getto del peso | 11º       | 19,56 m |      |
| 2001 | Mondiali            | Edmonton         | Getto del peso | 8º        | 20,63 m |      |
| 2002 | Commonwealth        | Manchester       | Getto del peso | 4º        | 19,63 m |      |
| 2003 | Giochi panamericani | Santo Domingo    | Getto del peso | Bronzo    | 20,10 m |      |
| 2003 | Mondiali            | Parigi           | Getto del peso | 10º       | 19,38 m |      |
| 2004 | Olimpiadi           | Atene            | Getto del peso | 20º       | 19,46 m |      |